# Canton (Georgia)
Canton ist eine Stadt  und zudem der County Seat des Cherokee County im US-Bundesstaat Georgia mit 32.973 Einwohnern (Stand: Volkszählung 2020).

## Geographie
Canton liegt etwa 60 Kilometer nördlich von Atlanta am Ufer des Etowah River.

## Geschichte
Die Eisenbahn erreichte Canton im Mai 1879 aus Richtung Woodstock durch die Marietta & North Georgia Railroad. 1882 wurde der Abschnitt weiter bis nach Ball Ground eröffnet. Vor allem in den späten 1950er Jahren spielte die Geflügelproduktion eine gewichtige Rolle. Die Stadt und das County wurden damals auch Poultry Capital of the World genannt. Anbindung an das Interstate-Netz erhielt Canton im Jahr 1985.

## Demographische Daten
Laut der Volkszählung von 2010 verteilten sich die damaligen 22.958 Einwohner auf 8.204 bewohnte Haushalte, was einen Schnitt von 2,77 Personen pro Haushalt ergibt. Insgesamt bestehen 9.341 Haushalte. 
68,3 % der Haushalte waren Familienhaushalte (bestehend aus verheirateten Paaren mit oder ohne Nachkommen bzw. einem Elternteil mit Nachkomme) mit einer durchschnittlichen Größe von 3,30 Personen. In 42,4 % aller Haushalte lebten Kinder unter 18 Jahren sowie in 18,6 % aller Haushalte Personen mit mindestens 65 Jahren.
31,7 % der Bevölkerung waren jünger als 20 Jahre, 35,1 % waren 20 bis 39 Jahre alt, 19,9 % waren 40 bis 59 Jahre alt und 13,2 % waren mindestens 60 Jahre alt. Das mittlere Alter betrug 31 Jahre. 49,2 % der Bevölkerung waren männlich und 50,8 % weiblich.
75,6 % der Bevölkerung bezeichneten sich als Weiße, 8,9 % als Afroamerikaner, 0,8 % als Indianer und 1,3 % als Asian Americans. 10,4 % gaben die Angehörigkeit zu einer anderen Ethnie und 2,9 % zu mehreren Ethnien an. 22,5 % der Bevölkerung bestand aus Hispanics oder Latinos.
Das durchschnittliche Jahreseinkommen pro Haushalt lag bei 55.195 USD, dabei lebten 19,2 % der Bevölkerung unter der Armutsgrenze.

## Sehenswürdigkeiten
Folgende Objekte sind im National Register of Historic Places gelistet:
- Canton Commercial Historic District
- Canton Cotton Mills No. 2
- Canton Wholesale Company Building
- Cherokee County Courthouse
- Crescent Farm

## Verkehr
Canton wird von der Interstate 575 sowie von den Georgia State Routes 5, 20, 140 und 205 durchquert.
Die Stadt befindet sich an der Bahnstrecke von Marietta nach Blue Ridge, die von CSX im Güterverkehr betrieben wird.
Der Flugplatz Cherokee County Regional Airport befindet sich zehn Kilometer nordöstlich der Innenstadt. Der nächste internationale Flughafen ist der Hartsfield–Jackson Atlanta International Airport in rund 70 Kilometer südlicher Entfernung.

## Söhne und Töchter der Stadt
- Joseph Mackey Brown (1851–1932), Politiker
- B. R. Crisler (1905–1982), Journalist, Literatur- und Filmkritiker
- Sonny Landham (1941–2017), Schauspieler
- John Hannah (* 1951), Footballspieler